# James Cumming (Chemiker)

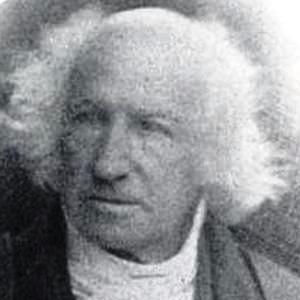
James Cumming, um 1850

James Cumming (* 24. Oktober 1777 in England; † 10. November 1861 in North Runcton bei King’s Lynn, Norfolk) war ein englischer Chemiker, Geistlicher und Hochschullehrer. 

## Leben
Er war 43 Jahre Rektor in North Runcton und 1815–1860 Professor der Chemie am Trinity College in Cambridge.
Im April und Mai 1821 beschrieb er seine galvanometrischen Experimente an der Cambridge Philosophical Society. 
Seit 1816 war er Fellow der Royal Society in London.

## Bekannte Schüler
- Erasmus Darwin
- George Gabriel Stokes
- John Stevens Henslow

## Schriften
- A Manual of Electro-dynamics.